# Pyrinia felinaria
Pyrinia felinaria är en fjärilsart som beskrevs av E.D. Jones 1921. Pyrinia felinaria ingår i släktet Pyrinia och familjen mätare. Inga underarter finns listade.